# Flaunt the Imperfection
Flaunt the Imperfection är ett album av China Crisis, utgivet av Virgin Records 1985.

## Låtlista
Alla låtar skrivna av Daly/Lundon/Johnson.
1. "The Highest High" - 4:16
2. "Strength of Character" - 2:50
3. "You Did Cut Me" - 4:18
4. "Black Man Ray" - 3:39
5. "Wall of God" - 5:32
6. "Gift of Freedom" - 4:38
7. "King in a Catholic Style (Wake Up)" - 4:32
8. "Bigger the Punch I'm Feeling" - 4:21
9. "The World Spins, I'm Part of It" - 4:12
10. "Blue Sea" - 4:46

## Medverkande
- Gary Daly - synthesizer, sång
- Eddie Lundon - gitarr, sång
- Gary Johnson - bas
- Kevin Wilkinson - trummor
- Walter Becker - syntheziser, percussion